# Don Manuel, der Bandit
Don Manuel, der Bandit ist ein deutscher Stummfilm aus dem Jahr 1929 mit Angelo Ferrari in der Titelrolle. Die weibliche Hauptrolle verkörpert Diomira Jacobini.

## Handlung
Die Handlung spielt in einem nicht näher benannten, spanischsprachigen Land. Hier lebt Don Manuel de Croix nach außen hin das Leben eines Landedelmannes, in Wahrheit ist er aber nichts anderes als ein gemeiner Bandit. Seine Frau hat er, nachdem er ihr Geld durchgebracht hatte, längst verlassen, und schon befindet er sich erneut auf Freiersfüßen. Diesmal hat es ihm die Bankierstochter Mercedes Perez angetan und entsprechend umwirbt er sie. Doch Mercedes ist nicht interessiert an ihm und zeigt Don Manuel die kalte Schulter. Ihr Herz gehört längst dem Stierfarmer Juan Carizzo, einem stattlichen Mann, der Mercedes zurückliebt.
Da überfällt der maskierte Don Manuel den arglosen Farmer, als dieser gerade mit einer großen Bargeldsumme unterwegs ist, und verschleppt ihn. Juan erkennt in seinem Peiniger den angeblichen Edelmann de Croix wieder, der zugleich identisch mit demjenigen Mann ist, der einst seine Schwester unglücklich gemacht hatte. Die Polizei ist bald zur Stelle, und ehe die Banditenbande festgenommen werden kann, kommt es noch zu einem Zweikampf zwischen Don Manuel und Juan, aus dem Letzterer als Sieger hervorgeht. Nun steht dem Glück zwischen ihm und Mercedes nichts mehr im Wege.

## Produktionsnotizen
Der Film wurde im Dezember 1928 bis Januar 1929 mit Außenaufnahmen an der Côte d’Azur auf der Stierfarm Gardanne bei Marseille sowie in der spanischen Stadt Cordoba gedreht. Don Manuel, der Bandit passierte die Zensur am 19. April 1929 und wurde am 18. Oktober desselben Jahres in mehreren Hamburger Kinos uraufgeführt. Der Fünfakter besaß eine Länge von 2150 Metern und wurde mit Jugendverbot belegt.
Hanns Marschall übernahm die Aufnahmeleitung, die Filmbauten gestaltete August Rinaldi.

## Kritiken
Im Film-Journal war zu lesen: „Darstellerisch gut ist vor allem Clifford McLaglen als Farmer Juan. […] Gegen ihn verblasst der glatte Routinier Angelo Ferrari erheblich. Schön und weiblich ist Diomira Jacobini. Der Boxertyp Nico Turoff spielt die Rolle eines Banditen ausgezeichnet. Landschaftlich sind schöne Bilder aus Spanien mit vortrefflicher photographischer Technik erfaßt“.
Hans Eberhard Friedrich schrieb: „Sinnlos kitschige Briefmarkenlandschaften. […] Mit Angelo Ferraris Milchgesicht läßt sich keine Propaganda machen, also nennt man an erster Stelle den mittlerweile beliebt gewordenen McLaglen. […] Die junge Dame mit dem Auto ist keineswegs hübsch, in Spiel und Gestalt ist sie genau so ateliergemäß wie ihre Partner.“